# Corera
Corera ist ein Dorf und eine Gemeinde (municipio) mit 273 Einwohnern (Stand: 2024) im Nordosten der spanischen Autonomen Region La Rioja. Sie gehört zum Weinbaugebiet der Rioja Baja. 

## Lage und Klima
Corera liegt etwa 21 km (Fahrtstrecke) ostsüdöstlich der Provinzhauptstadt Logroño in einer Höhe von ca. 525 m. Das Klima ist gemäßigt bis warm; Regen (ca. 683 mm/Jahr) fällt überwiegend im Winterhalbjahr.

## Bevölkerungsentwicklung
| Jahr      | 1970 | 1981 | 1991 | 2001 | 2011 | 2021 |
| Einwohner | 377  | 301  | 263  | 254  | 278  | 262  |

## Wirtschaft
In früheren Jahrhunderten lebten viele Einwohner des Ortes weitgehend als Selbstversorger direkt oder indirekt (als Handwerker und Gewerbetreibende) von der in der Umgebung betriebenen Landwirtschaft. 

## Sehenswürdigkeiten

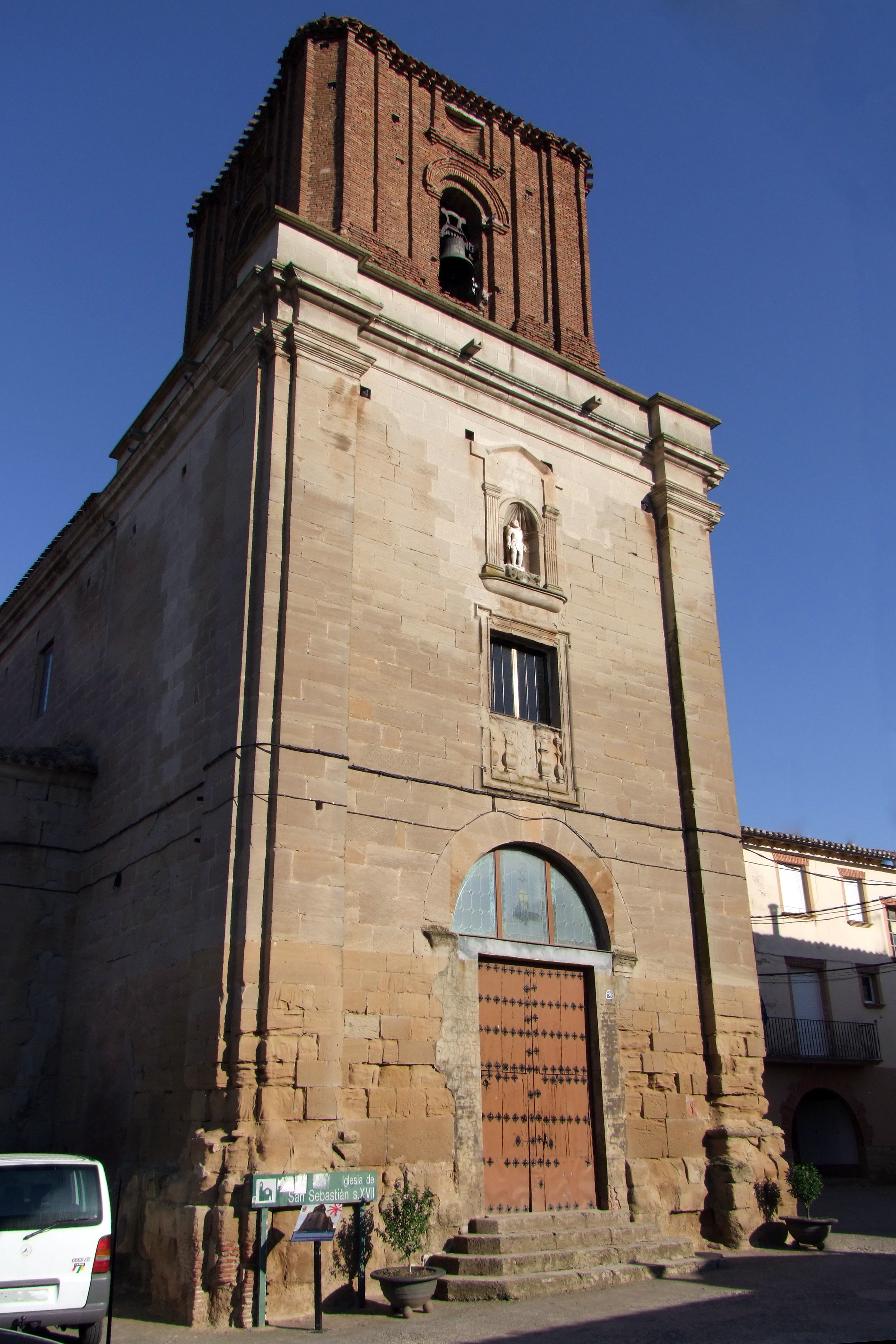
Sebastianuskirche
- Herrenhaus der markgräflichen Familie de Vargas
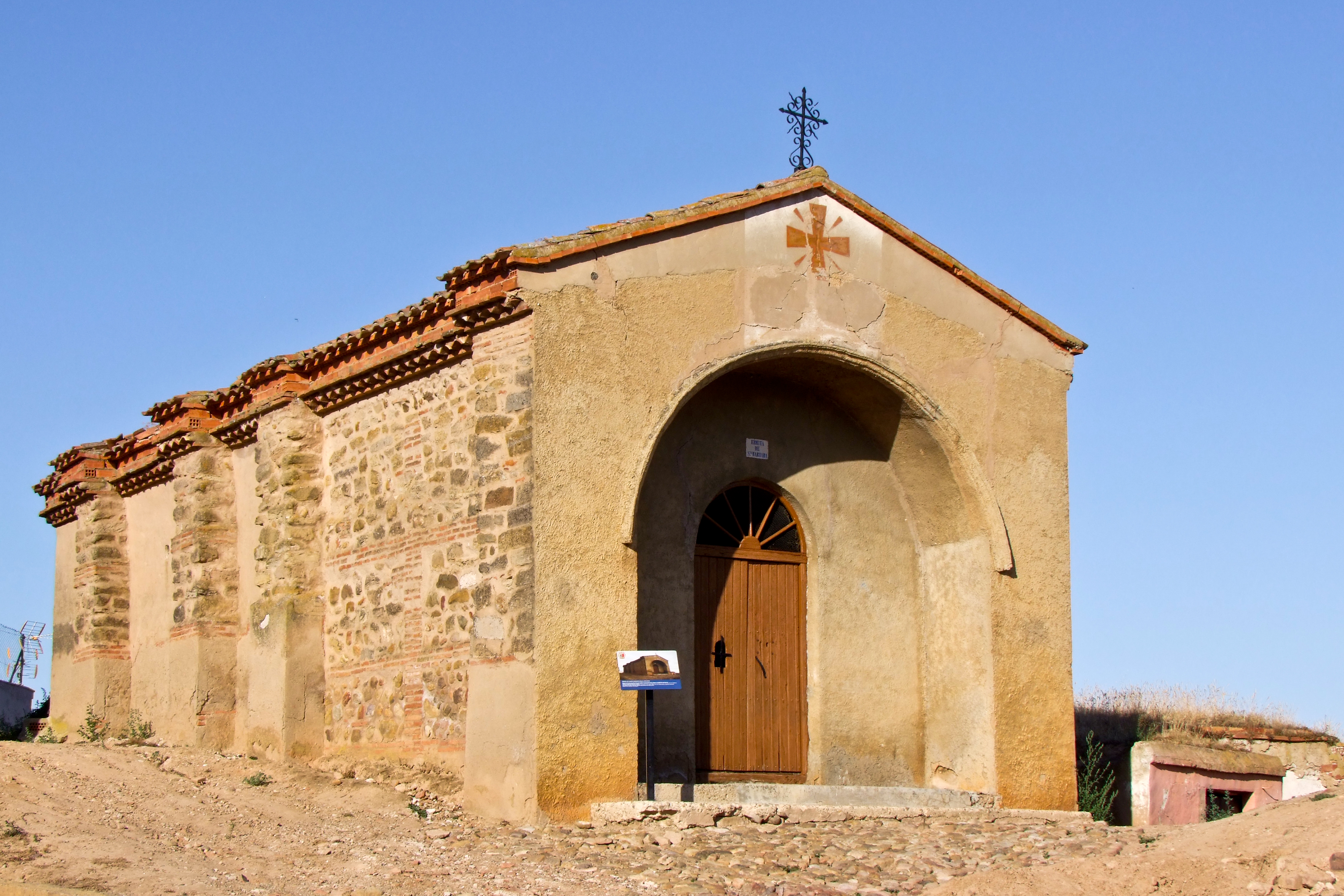
Barbarakapelle

- Sebastianuskirche
- Barbarakapelle

## Gemeindepartnerschaft
Mit der französischen Gemeinde Ciboure im Département Pyrénées-Atlantiques (Neuaquitanien) besteht eine Partnerschaft.